# Saison 2015 de l'équipe cycliste UnitedHealthcare

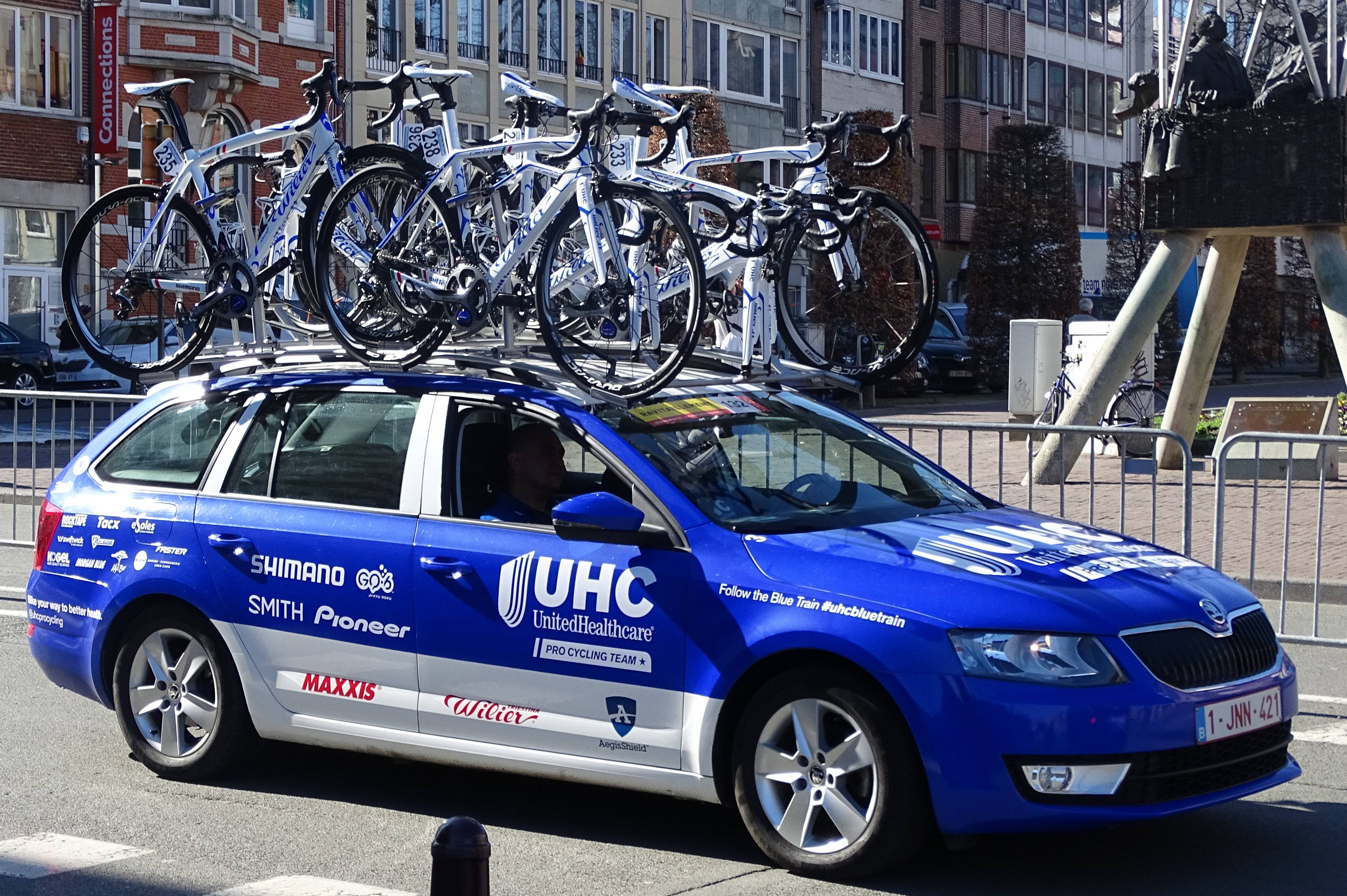
Une voiture de l'équipe lors du départ de la Flèche brabançonne 2015 à Louvain.

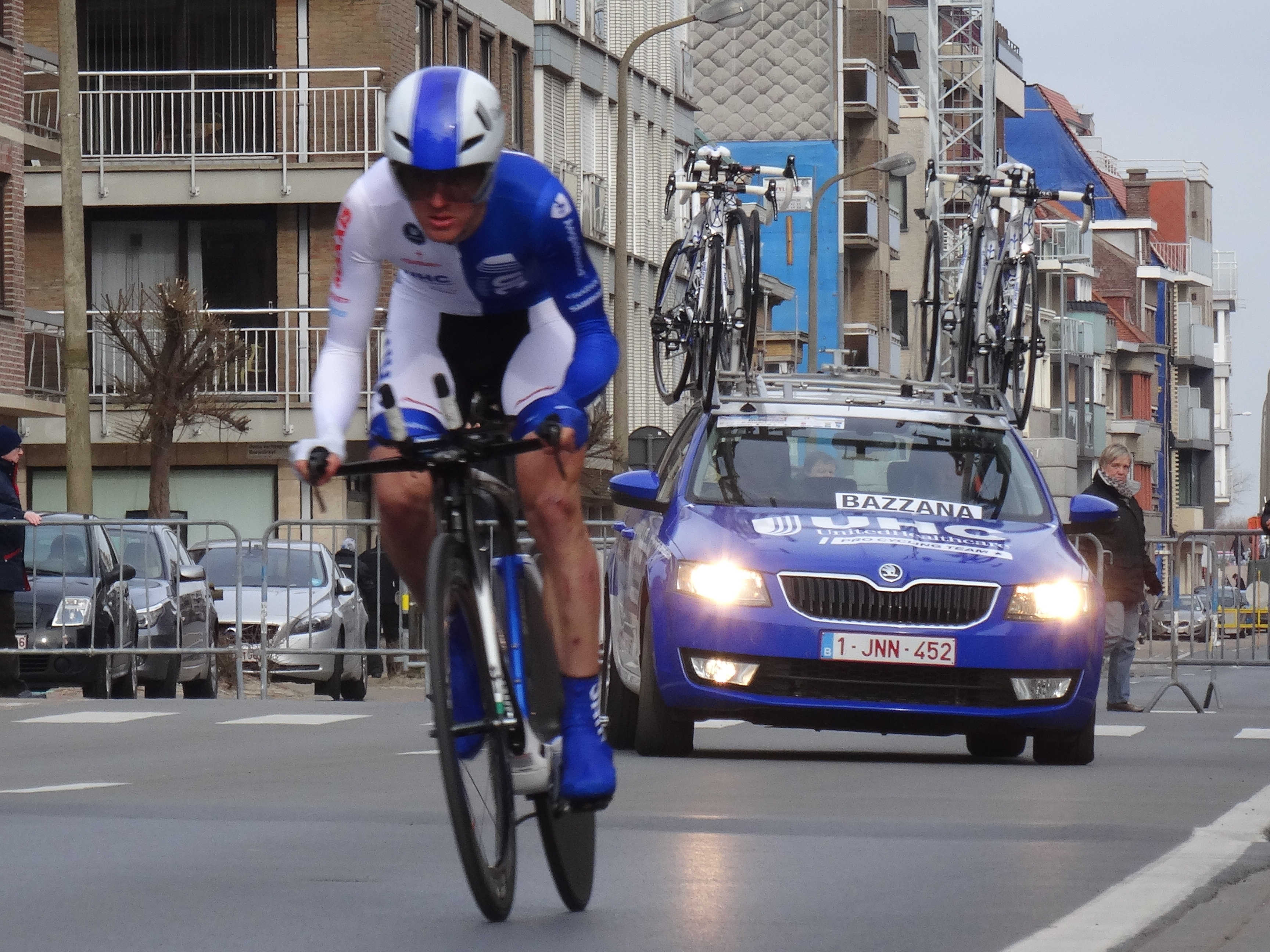
Alessandro Bazzana lors du contre-la-montre individuel du prologue des Trois jours de Flandre-Occidentale 2015 à Middelkerke.

La saison 2015 de l'équipe cycliste UnitedHealthcare est la quatorzième de l'équipe dirigée par Michael Tamayo.

## Préparation de la saison 2015

### Arrivées et départs
| Arrivées        | Équipe 2014                 |
| --------------- | --------------------------- |
| Janez Brajkovič | Astana                      |
| Marco Canola    | Bardiani CSF                |
| Tanner Putt     | Bissell Development         |
| Daniele Ratto   | Cannondale                  |
| Federico Zurlo  | Zalf Euromobil Désirée Fior |

| Départs          | Équipe 2015     |
| ---------------- | --------------- |
| Benjamin Day     | retraite        |
| Marc de Maar     | Roompot         |
| Aldo Ino Ilešič  | Vorarlberg      |
| Martyn Irvine    | Madison Genesis |
| Jeff Louder      | retraite        |
| Martijn Maaskant | retraite        |

## Coureurs et encadrement technique

### Effectif

Portraits
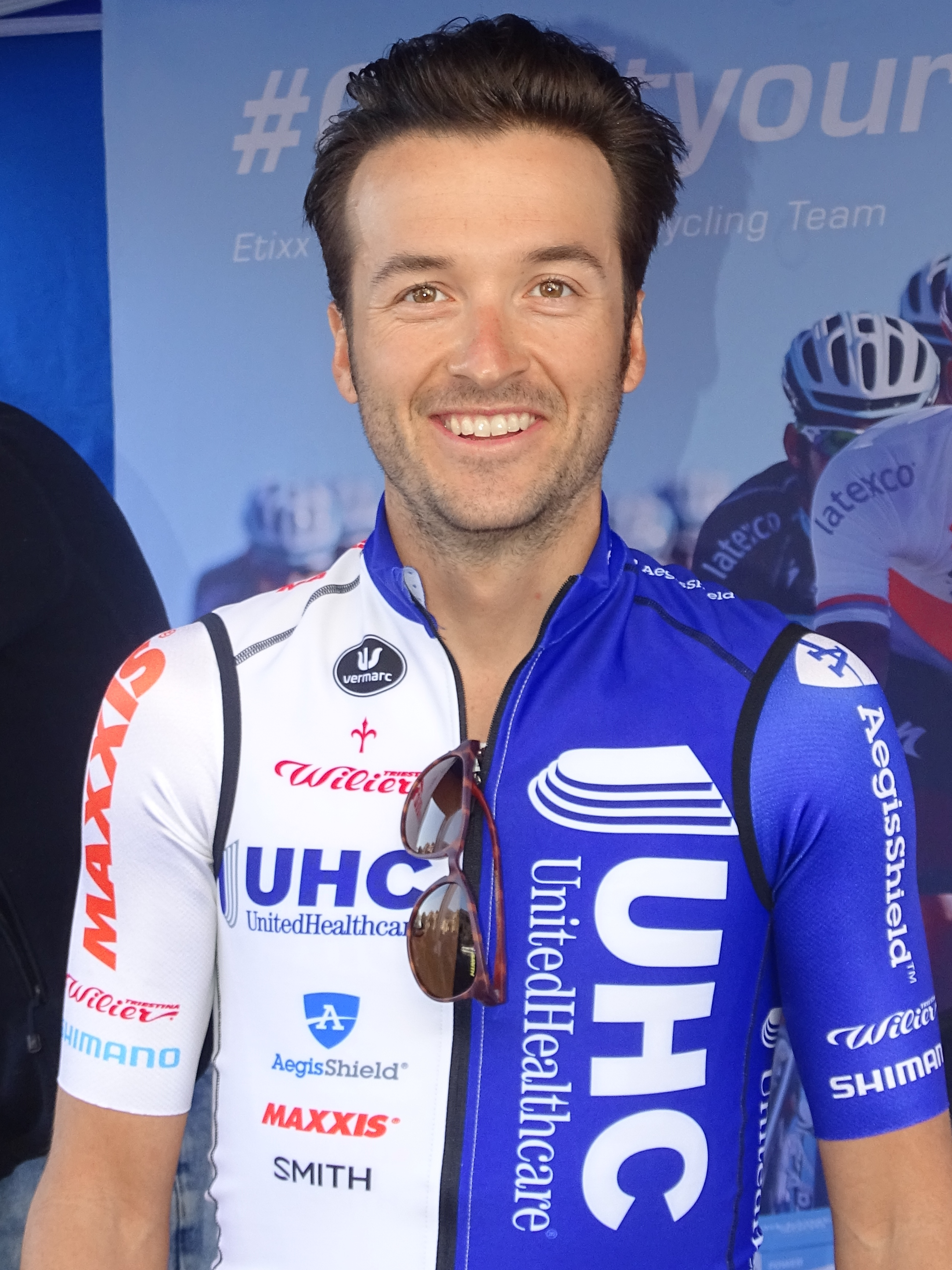
Lucas Euser.

| Cycliste           | Date de naissance | Nationalité | Équipe 2014                 |  |
| ------------------ | ----------------- | ----------- | --------------------------- |  |
| Carlos Alzate      | 23 mars 1983      | Colombie    | UnitedHealthcare            |  |
| Alessandro Bazzana | 16 juillet 1984   | Italie      | UnitedHealthcare            |  |
| Isaac Bolívar      | 9 mai 1991        | Colombie    | UnitedHealthcare            |  |
| Janez Brajkovič    | 18 décembre 1983  | Slovénie    | Astana                      |  |
| Marco Canola       | 26 décembre 1988  | Italie      | Bardiani CSF                |  |
| Hilton Clarke      | 11 juillet 1979   | Australie   | UnitedHealthcare            |  |
| Jonathan Clarke    | 18 décembre 1984  | Australie   | UnitedHealthcare            |  |
| Lucas Euser        | 5 décembre 1983   | États-Unis  | UnitedHealthcare            |  |
| Robert Förster     | 27 janvier 1978   | Allemagne   | UnitedHealthcare            |  |
| Davide Frattini    | 6 août 1978       | Italie      | UnitedHealthcare            |  |
| Ken Hanson         | 14 avril 1982     | États-Unis  | UnitedHealthcare            |  |
| Adrian Hegyvary    | 5 janvier 1984    | États-Unis  | UnitedHealthcare            |  |
| Christopher Jones  | 6 août 1979       | États-Unis  | Unitedhealthcare            |  |
| Luke Keough        | 10 août 1991      | États-Unis  | UnitedHealthcare            |  |
| Karl Menzies       | 17 juin 1977      | Australie   | UnitedHealthcare            |  |
| John Murphy        | 15 décembre 1984  | États-Unis  | UnitedHealthcare            |  |
| Tanner Putt        | 21 avril 1992     | États-Unis  | Bissell Development         |  |
| Daniele Ratto      | 5 octobre 1989    | Italie      | Cannondale                  |  |
| Kiel Reijnen       | 1er juin 1986     | États-Unis  | UnitedHealthcare            |  |
| Daniel Summerhill  | 13 février 1989   | États-Unis  | UnitedHealthcare            |  |
| Bradley White      | 15 janvier 1982   | États-Unis  | UnitedHealthcare            |  |
| Federico Zurlo     | 25 février 1994   | Italie      | Zalf Euromobil Désirée Fior |  |

- Portraits
- Lucas Euser.

## Bilan de la saison

### Victoires
| Date       | Course                                         | Pays       | Classe | Vainqueur         |
| ---------- | ---------------------------------------------- | ---------- | ------ | ----------------- |
| 24/04/2015 | 2e étape de la Joe Martin Stage Race           | États-Unis | 2.2    | John Murphy       |
| 25/04/2015 | 3e étape de la Joe Martin Stage Race           | États-Unis | 2.2    | John Murphy       |
| 26/04/2015 | Classement général de la Joe Martin Stage Race | États-Unis | 2.2    | John Murphy       |
| 03/08/2015 | 1re étape du Tour de l'Utah                    | États-Unis | 2.HC   | Kiel Reijnen      |
| 19/08/2015 | 3e étape du Tour du Colorado                   | États-Unis | 2.HC   | Kiel Reijnen      |
| 23/08/2015 | 7e étape du Tour du Colorado                   | États-Unis | 2.HC   | John Murphy       |
| 12/09/2015 | The Reading 120                                | États-Unis | 1.2    | Daniel Summerhill |

### Résultats sur les courses majeures
Les tableaux suivants représentent les résultats de l'équipe dans les principales courses du calendrier international dans lesquelles l'équipe bénéficie d'une invitation. Pour chaque épreuve est indiqué le meilleur coureur de l'équipe, son classement ainsi que les accessits glanés par UnitedHealthcare sur les courses de trois semaines.

#### Classiques
| Classique            | Milan-San Remo | Tour des Flandres | Paris-Roubaix            | Liège-Bastogne-Liège | Tour de Lombardie    |
| -------------------- | -------------- | ----------------- | ------------------------ | -------------------- | -------------------- |
| Coureur (classement) | Non invitée    | Non invitée       | Alessandro Bazzana (55e) | Non invitée          | Aucun coureur classé |

#### Grands tours
| Grand tour           | Tour d'Italie | Tour de France | Tour d'Espagne |
| -------------------- | ------------- | -------------- | -------------- |
| Coureur (classement) | Non invitée   | Non invitée    | Non invitée    |
| Accessits            | -             | -              | -              |

### Classements UCI

#### UCI America Tour
L'équipe UnitedHealthcare termine à la 4e place de l'America Tour avec 343 points. Ce total est obtenu par l'addition des 5 points amenés par la 19e place du championnat du monde du contre-la-montre par équipes et des points des huit meilleurs coureurs de l'équipe au classement individuel,.
| Rang | Coureur           | Points |
| ---- | ----------------- | ------ |
| 9    | Kiel Reijnen      | 124    |
| 14   | John Murphy       | 107    |
| 55   | Daniel Summerhill | 48     |
| 146  | Janez Brajkovič   | 21     |
| 164  | Jonathan Clarke   | 18     |
| 174  | Christopher Jones | 16     |
| 447  | Ken Hanson        | 2      |
| 447  | Marco Canola      | 2      |

#### UCI Oceania Tour
L'équipe UnitedHealthcare termine à la 9e place de l'Oceania Tour avec 14 points. Ce total est obtenu par l'addition des points des huit meilleurs coureurs de l'équipe au classement individuel, cependant seuls deux coureurs sont classés,.
| Rang | Coureur           | Points |
| ---- | ----------------- | ------ |
| 33   | John Murphy       | 10     |
| 54   | Daniel Summerhill | 4      |